# Pallone drago

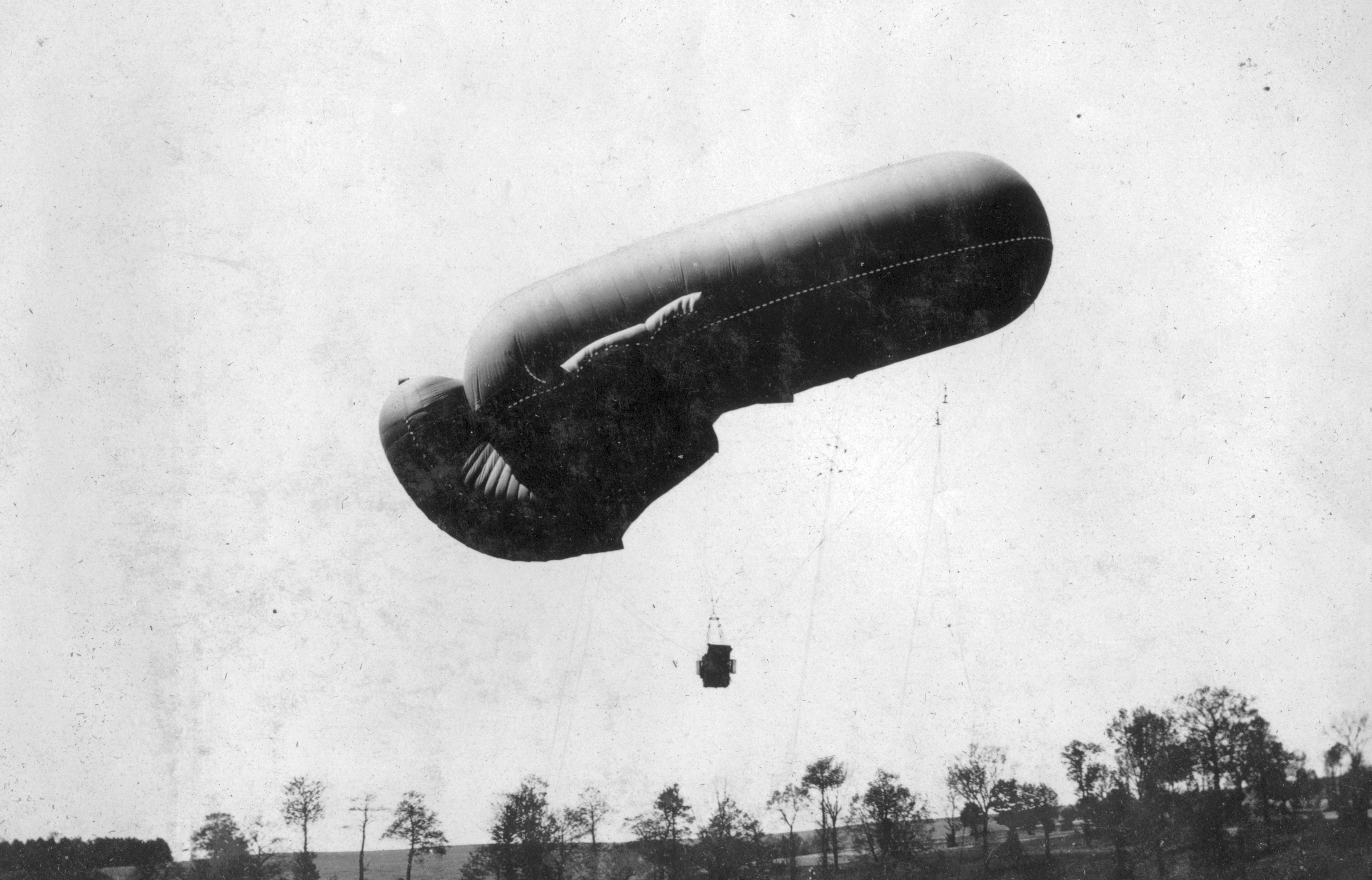
Un pallone drago dalla forma caratteristica

Un pallone drago o pallone aquilone oppure pallone cervo-volante (in tedesco Drachenballon, dove drachen è sia "drago" sia "aquilone") è un particolare tipo di pallone frenato caratterizzato da una forma apposita per migliorare la stabilità con venti bassi o moderati e per aumentare la portanza. Tipicamente è costituito da un inviluppo allungato con aggiunte stabilizzanti e un'imbragatura che lo collega al vincolo principale.
I palloni drago sono in grado di volare in venti più alti rispetto agli ordinari palloni sferici che tendono a galleggiare e girare in condizioni ventose. Sono stati estensivamente usati in entrambe le guerre mondiali in contraerea come palloni da sbarramento e nella prima guerra mondiale hanno svolto un ruolo nelle osservazioni militari.